# Edmand Lara
Edman Lara Montaño (Punata, Cochabamba, 16 de octubre de 1985) es un político, abogado, expolicía y activista boliviano, candidato a la vicepresidencia de Bolivia en las elecciones generales de 2025, en fórmula con Rodrigo Paz Pereira por el Partido Demócrata Cristiano (PDC), pasando al balotaje al obtener el primer lugar en la primera vuelta.
Previamente, sirvió durante quince años en la Policía Nacional de Bolivia llegando al rango de capitán hasta que fue detenido y dado de baja tras denunciar un intento de extorsión por parte de oficiales superiores en su contra, así como casos de corrupción de otros agentes hacia civiles. Este episodio lo llevó a convertirse en un activista contra la corrupción policial, ganando notoriedad pública que impulsó su incursión hacia la política.

## Vida temprana y educación
Lara es originario de la ciudad de Punata, en el departamento de Cochabamba, pero por motivos familiares se radicó en Santa Cruz. Egresó en 2007 de la Academia Nacional de Policías.
En 2024 se graduó de licenciado en Derecho por la Universidad Unión Bolivariana de La Paz, a distancia.

## Trayectoria policial

### Controversias y denuncias en la Policía Nacional
En agosto de 2022, Lara denunció al coronel Jhonny Ortuño, jefe de registro de antecedentes en la unidad de Tránsito, quien cobraba dinero por la entrega de antecedentes penales. Ortuño fue posteriormente separado y sometido a un proceso disciplinario.
En septiembre del mismo año, Lara presentó otra denuncia disciplinaria contra la sargento Maribel Huayllani Silvestre, entonces asignada a la Dirección de Protección a Víctimas (Diprove) de Santa Cruz. Lara alegó que Huayllani había extorsionado a un civil en el municipio de Warnes, acusándolo falsamente del robo de un vehículo y exigiendo 4000 bolivianos para archivar el caso. La víctima respaldó la acusación con testimonios.
El 21 de marzo de 2023, denunció públicamente la participación de dos oficiales en un robo agravado. Horas después, uno de los involucrados fue detenido, y el otro se dio a la fuga. En una entrevista, cuestionó: «Lo interesante es que hasta la fecha el capitán A. U. sigue prófugo, es mentira que lo hayan aprehendido, no entiendo cómo es que la institución policial sigue protegiendo a un mal policía que tiene antecedentes».

#### Arresto, medidas disciplinarias y baja
Seis días después de sus declaraciones, el 27 de marzo de 2023, fue aprehendido sin citación previa por un grupo de siete policías, en un operativo que describió como violento. La detención se basó en una denuncia presentada por la sargento Huayllani, quien lo acusó de usurpación de funciones, y luego los oficiales que lo detuvieron abrieron un segundo caso por obstrucción de justicia, por supuestamente resistirse al arresto. Lara sostuvo que los cargos eran una represalia por sus denuncias de corrupción.
El 28 de marzo sufrió una descompensación en la audiencia de medidas cautelares, siendo la misma suspendida por esta razón. La Defensoría del Pueblo constató el estado de salud de Lara y le hizo seguimiento.
Durante la audiencia celebrada el 30 de marzo, el Juzgado Segundo Anticorrupción de Santa Cruz resolvió otorgarle la libertad, imponiéndole medidas sustitutivas a la detención preventiva. Entre estas disposiciones se incluyen la obligación de presentarse periódicamente ante la Fiscalía, la prohibición de abandonar el país (arraigo) y el pago de una fianza económica. También se le prohibió la publicación de videos en TikTok. En el segundo proceso también obtuvo medidas sustitutivas.
En agosto de 2024 es dado de baja de forma definitiva de la Policía Nacional, sin derecho a reincorporación, por «faltas graves» de acuerdo al artículo 93 de la Ley 101 de Régimen Disciplinario de la Policía.
El 12 de junio de 2024, durante una conferencia de prensa en la Fuerza Especial de Lucha Contra el Crimen de Santa Cruz, intentó presentar una denuncia formal contra un oficial por negligencia en un caso de agresión. Vestido de civil y acompañado por el afectado, Lara se acercó al comandante departamental Erick Holguín para iniciar el procedimiento.
El encuentro derivó en un altercado físico cuando Holguín sujetó a Lara por el cuello, forcejeó con él y lo condujo a una sala interior, donde fue retenido temporalmente. El incidente, presenciado por medios de comunicación, culminó con la liberación del capitán Lara horas después. Este episodio evidenció las tensiones al interior de la institución policial boliviana. Parlamentarios del Movimiento al Socialismo, Comunidad Ciudadana y Creemos se solidarizaron con Lara.
Apartado de la Policía Nacional, Lara se dedicó al comercio junto a su esposa, dedicándose a la venta de ropa por fardos en distintos mercados locales. Paralelamente a esta actividad económica, continuó sus estudios universitarios para obtener el título de abogado.

## Activismo y carrera política
Tras su separación institucional de la Policía Nacional, Lara mantuvo su perfil público en redes sociales, especialmente TikTok, bajo el seudónimo «Capitán Lara», plataforma desde la cual siguió denunciando presuntos casos de irregularidades y posibles actos de corrupción al interior de la institución policial.

### Candidatura vicepresidencial de 2025
El 19 de mayo de 2025, último día estipulado para registrar candidaturas ante el Órgano Electoral Plurinacional, el candidato a la presidencia por el Partido Demócrata Cristiano, el senador Rodrigo Paz Pereira oficializó a Lara como su compañero de fórmula de cara a las elecciones generales del mismo año, luego de que el anterior candidato vicepresidencial de la fórmula, Sebastián Careaga, abandonara el binomio para apoyar al candidato Samuel Doria Medina.
En la primera vuelta, el binomio consiguió un sorpresivo primer lugar con alrededor del 32 % de los votos, y se enfrentarán en el balotaje contra el expresidente Jorge Quiroga y Juan Pablo Velasco, de la Alianza Libre.
De acuerdo con el análisis de varios medios de comunicación, la inclusión de Edman Lara en la fórmula vicepresidencial fue un factor determinante para el desempeño electoral del binomio en la primera vuelta. Agencias internacionales como AP News destacaron que la campaña «ganó una tracción inesperada en las últimas semanas» al sumar a Lara, un ex capitán policial con amplio respaldo evangélico y presencia en redes sociales, percibido por sus seguidores como un líder dispuesto a enfrentar la corrupción en las fuerzas de seguridad. Por su parte, la revista Nueva Sociedad resaltó su perfil como «el candidato viral del pueblo», con una gran capacidad para conectar con amplios sectores a través de mensajes cotidianos en TikTok y una intensa gira territorial que le permitió consolidar una base popular.
Lara causo polémica tras las elecciones, siendo acusado de homofóbico por tildar al candidato opositor Jorge Quiroga de "maricón" y recibiendo el rechazo de la Asociación Nacional de Periodistas por realizar expresiones "agraviantes, difamatorias y amenazantes" en contra de periodistas reconocidos.